# کورووو-کولونگا (استان پودلاسکی)
کورووو-کولونگا (به لهستانی:  Kurowo-Kolonia) یک روستا در لهستان است که در گمینا کوبلین-بوژمه واقع شده‌است.